# Al-Nassr FC
Al-Nassr Football Club (arabsky: نادي النصر‎) je saúdskoarabský fotbalový klub z města Rijád, který byl založen roku 1955. Klub hraje nejvyšší saúdskoarabskou ligu Saudi Pro League. Své domácí zápasy hraje na KSU Stadium s kapacitou 25 000 míst.
Al-Nassr je jedním z nejúspěšnějších klubů v Saúdské Arábii, získal 25 oficiálních trofejí. Na domácí úrovni získal klub devět titulů v Pro League, šestkrát vyhrál Královský pohár, třikrát Pohár korunního prince, třikrát Pohár federace a dvakrát Saúdský superpohár. Na mezinárodní úrovni získali v roce 1998 historický asijský double, když získali jak Pohár vítězů pohárů AFC, tak Superpohár AFC.
Mediální pozornost si klub získal na konci roku 2022, kdy se mu upsal Cristiano Ronaldo, který podepsal smlouvu na dva a půl roku s ročním příjmem 200 milionů eur (celkem 500 milionů eur).

## Historie

### Začátky a úspěchy (1955–1989)
Al-Nassr založili v roce 1955 bratři Al-Ja'ba.
V sedmdesátých a osmdesátých letech získal klub čtyři tituly v saúdské Premier League, šestkrát vyhrál Královský pohár, třikrát Pohár korunního prince a třikrát Pohár federace. Úspěchy týmu byly postaveny na "saúdském zlatém triu" Madžíd Abdulláh, Fahad Al-Bishi a Mohaisen Al-Jam'an.

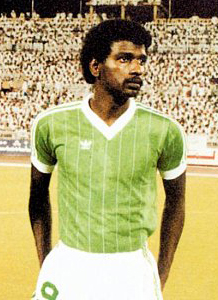
Madžíd Abdulláh je historicky nejlepším střelcem Al-Nassru

### 90. léta (1989–2002)
V 90. letech získal Al-Nassr další dva tituly v saúdské Premier League, dále pak po jednom titulu v Královském poháru a Poháru federace. Úspěch zaznamenali také v několika mezinárodních turnajích, kde vyhráli dvě GCC Champions League, jeden Asijský pohár vítězů pohárů a jeden Asijský superpohár. Jako vítěz Asijského superpoháru reprezentoval Al-Nassr FC asijský region na prvním mistrovství světa klubů v Brazílii v roce 2000. V soutěži se Al-Nassr utkal s Corinthians, Realem Madrid a Rajou Casablanca a skončil na 3. místě ve skupině. Al-Nassr získal v soutěži cenu Fair Play.

### Neúspěchy (2003–2007)
Poté, co hráči Zlaté trojice ukončili své hráčské kariéry, se Al-Nassr potýkal s velkými problémy. V sezóně 2006/07 se klub vyhnul sestupu až v posledním kole sezóny, což přimělo vedení klubu zahájit účinný dlouhodobý plán na revoluci ve vedení a členech týmu.

### Návrat na výsluní (2008 – současnost)
Po velké obměně hráčského kádru vyhrál Al-Nassr v roce 2008 Pohár federace proti městskému rivalovi Al Hilal FC. V sezóně 2009/10 skončil klub na třetím místě a zajistil si tak účast v asijské Lize mistrů v následující sezóně. V sezóně 2011/12 se Al-Nassr dostal do finále Královského poháru, kde však skončil pouze na druhém místě, a v sezóně 2012/13 se dostal do finále Poháru korunního prince, kde však prohrál s Al-Hilalem po penaltovém rozstřelu.
V sezóně 2013/14 se Al-Nassru konečně podařilo získat ligový titul, navíc díky vítězství v poháru korunního prince slavili double.
V sezóně 2014/15 obhájil Al-Nassr titul v domácí soutěži. O čtyři roky později Al-Nassr opět vyhrál domácí soutěž a v Lize mistrů došel až do čtvrtfinále.
V letech 2020 a 2021 se Al-Nassr stal vítězem saúdského Superpoháru, když v roce 2020 porazil At-Taawoun FC po penaltovém rozstřelu a v roce 2021 porazil městské rivaly Al Hilal FC 3:0.
Dne 30. prosince 2022 podepsal Al-Nassr smlouvu s Cristianem Ronaldem poté, co portugalský hráč po vzájemné dohodě opustil Manchester United. Ronaldo podepsal smlouvu na dva a půl roku do léta 2025 s celkovým platem 200 milionů eur ročně, což je považováno za nejvyšší plat, jaký kdy byl profesionálnímu fotbalistovi vyplacen. Okamžitě ovlivnil celosvětovou sledovanost klubu a počet sledujících na Instagramovém účtu Al-Nassru se zvýšil z 860 000 sledujících před jeho přestupem na více než 10 milionů sledujících o necelý týden později.

## Česká stopa
Mezi lety 1997 a 1998 vedl Al-Nassr český trenér Dušan Uhrin.

## Úspěchy
Al-Nassr získal celkem 45 trofejí. Klub je držitelem různých domácích i mezinárodních rekordů. Al-Nassr byl historicky prvním asijským klubem, který se zúčastnil mistrovství světa ve fotbale klubů. Na kontinentální úrovni se Al-Nassr zúčastnil čtyř asijských finále, z nichž dvakrát zvítězil a dvakrát obsadil druhé místo.

### Národní trofeje
- Saudi Professional League
  - Vítězství (9): 1974/75, 1979/80, 1980/81, 1988/89, 1993/94, 1994/95, 2013/14, 2014/15, 2018/19
  - Druhé místo (7): 1976/77, 1977/78, 1978/79, 1990/91, 2000/01, 2019/20, 2022/23
- Královský pohár
  - Vítězství (6): 1974, 1976, 1981, 1986, 1987, 1990
  - Druhé místo (8): 1967, 1971, 1973, 1989, 2012, 2015, 2016, 2020
- Pohár korunního prince
  - Vítězství (3): 1972/73, 1973/74, 2013/14
  - Druhé místo (4): 1990/91, 1995/96, 2012/13, 2016/17
- Saúdský superpohár
  - Vítězství (2): 2019, 2020
  - Druhé místo (2): 2014, 2015
- Pohár saúdské federace
  - Vítězství (3): 1975/76, 1997/98, 2007/08
  - Druhé místo (3): 1993/94, 2000/01, 2008/09

### Mezinárodní trofeje
- Pohár vítězů pohárů AFC
  - Vítězství (1): 1997/98
  - Druhé místo (1): 1991/92
- Superpohár AFC
  - Vítězství (1): 1998
- Liga mistrů AFC
  - Druhé místo (1): 1995

## Známí hráči
- Christo Stoičkov (1998)
- Angelos Charisteas (2013)
- Ahmed Musa (2018–2020)
- Nurdín Amrabat (2018–2021)
- Ramiro Funes Mori (2021–2022)
- Vincent Aboubakar (2021–2023)
- Talisca (2021-2025)
- David Ospina (2022-)
- Álvaro González (2022-)
- Luiz Gustavo (2022-)
- Cristiano Ronaldo (2023-)
- Alex Telles (2023-2024)
- Marcelo Brozović (2023-)
- Seko Fofana (2023-2025)
- Sadio Mané (2023-)